# Kibaale (district)
Kibaale is een district in het westen van Oeganda. Kibaale telde in 2014 140.947 inwoners en in 2020 naar schatting 198.200 inwoners op een oppervlakte van 1165 km². Meer dan 95% van de bevolking woont er op het platteland.
Het district werd opgericht in 1991 door afsplitsing van het district Hoima. In 2012 werd het district opgesplitst en werden de nieuwe districten Kagadi en Kakumiro gecreëerd. Het district is opgedeeld in een town council (Kibaale, waar het administratief centrum van het district is gevestigd) en tien sub-county's.
In 2022 werden definitieve plannen opgemaakt voor de aanleg van de Oost-Afrikaanse oliepijpleiding, die vanuit het district zou vertrekken, en via Tanzania naar de Indische Oceaan loopt.

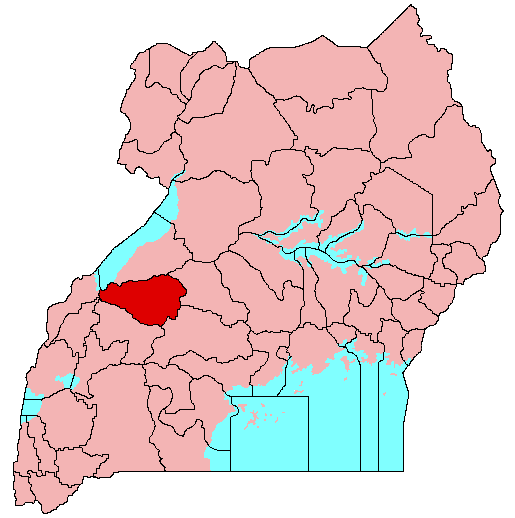
Het district had een oppervlakte van 4081 km² voor het in 2012 werd opgesplitst